# Велюлис, Эрнестас
Эрнестас Велюлис (лит. Ernestas Veliulis; 22 августа 1992, Паневежис) — литовский футболист, левый полузащитник. Выступал за сборную Литвы.

## Биография
Воспитанник клуба «Экранас» (Паневежис), первый тренер — Тадас Бутримас. Первым взрослым клубом футболиста стал в 2010 году «Айщяй» (Каунас), игравший в третьем дивизионе Литвы. В том же году футболист перешёл в клуб высшего дивизиона «Круоя» (Пакруойис), где провёл два с половиной сезона, будучи игроком основного состава. Дебютировал в элите 29 августа 2010 года в матче против «Шяуляя», заменив на 85-й минуте Таутвидаса Швелну. Первый гол забил 24 октября 2010 года в ворота «Мажейкяя».
В 2013 году перешёл в клуб чемпионата Латвии «Даугава» (Рига), но провёл там только полсезона и был отдан в аренду в литовский «Атлантас» (Клайпеда), с которым стал вице-чемпионом Литвы. Следующий сезон провёл в другом клубе из Клайпеды — «Гранитас», забил 10 голов, однако с этим результатом не попал в число лучших снайперов, разделив лишь 12-е место. В начале 2015 года был на просмотре в российской «Балтике». В 2015 году перешёл в «Судуву» (Мариямполе) и играл за неё следующие три года. В сезоне 2015 года забил 10 голов (10-е место среди бомбардиров), в 2016 году — 9 голов (пятое место). Вместе с «Судувой» становился чемпионом (2017) и бронзовым призёром (2016). Сезон 2018 года провёл в составе аутсайдера высшего дивизиона «Ионава».
В 2019 году перешёл в «Паневежис», за следующие несколько сезонов провёл более 140 матчей за клуб. Чемпион (2023) и бронзовый призёр (2022) чемпионата страны, обладатель Кубка Литвы (2020). 9 июля 2024 года забил первый гол розыгрыша Лиги чемпионов 2024/25 в ворота финского ХИКа.
Выступал за юношескую (до 17 лет) и молодёжную (до 21 лет) сборные Литвы.
В национальной сборной Литвы дебютировал 23 марта 2016 года в товарищеском матче против Румынии, вышел на замену на 83-й минуте вместо Деймантаса Петравичюса. Не был регулярным игроком сборной, сыграв за шесть лет (2016—2021) только пять матчей, из них лишь в одном вышел в стартовом составе.

## Достижения
- Чемпион Литвы: 2017, 2023
- Серебряный призёр чемпионата Литвы: 2013
- Бронзовый призёр чемпионата Литвы: 2016, 2022
- Обладатель Кубка Литвы: 2020
- Финалист Кубка Литвы: 2021
- Обладатель Суперкубка Литвы: 2021, 2024